# Khu bảo tồn thiên nhiên Niebieskie Źródła

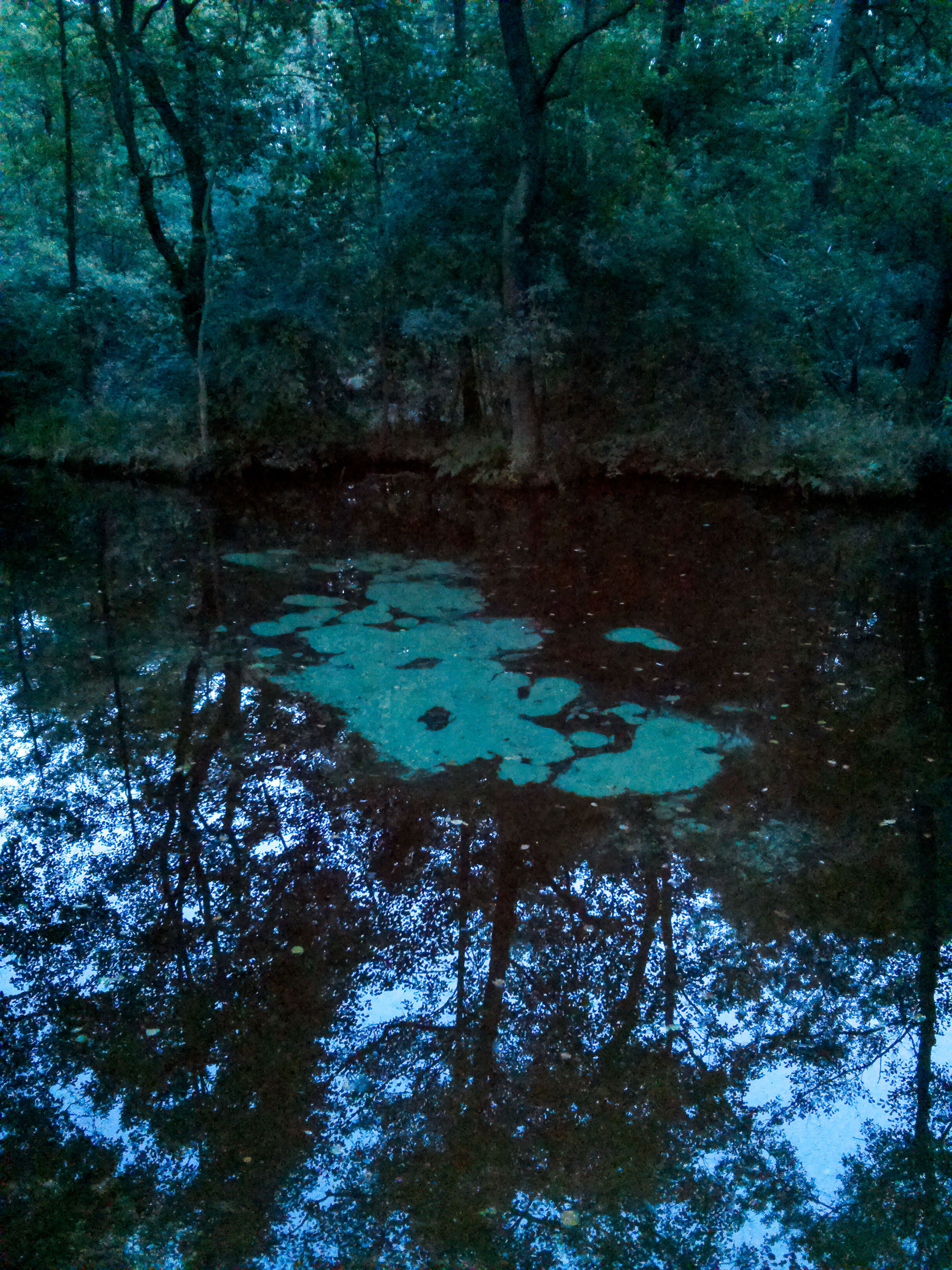
Hồ bơi nổi tiếng nhất của khu bảo tồn. Lưu ý cát ở phía dưới mà nước đi qua, gây ra hiệu ứng gợn sóng.

Khu bảo tồn thiên nhiên Niebieskie Źródła (lit. Blue Springs) là một khu bảo tồn thiên nhiên ở Ba Lan  tại thành phố Tomaszów Mazowiecki. Nó nổi tiếng với hai hồ bơi được nuôi dưỡng bởi một con suối ngầm dường như "lung linh" hoặc "gợn sóng" ở đáy do tác động của nước. Khu bảo tồn được tên của nó từ màu sắc khác thường của nước. Nước suối hấp thụ sóng đỏ, do đó ánh sáng, phản xạ từ đáy, có màu xanh lam.
Khu bảo tồn nằm cạnh sông Pilica và ngay bên cạnh bảo tàng ngoài trời của sông Pilica. Khu bảo tồn là nơi sinh sống của 75 loài chim khác nhau.

## Hình ảnh

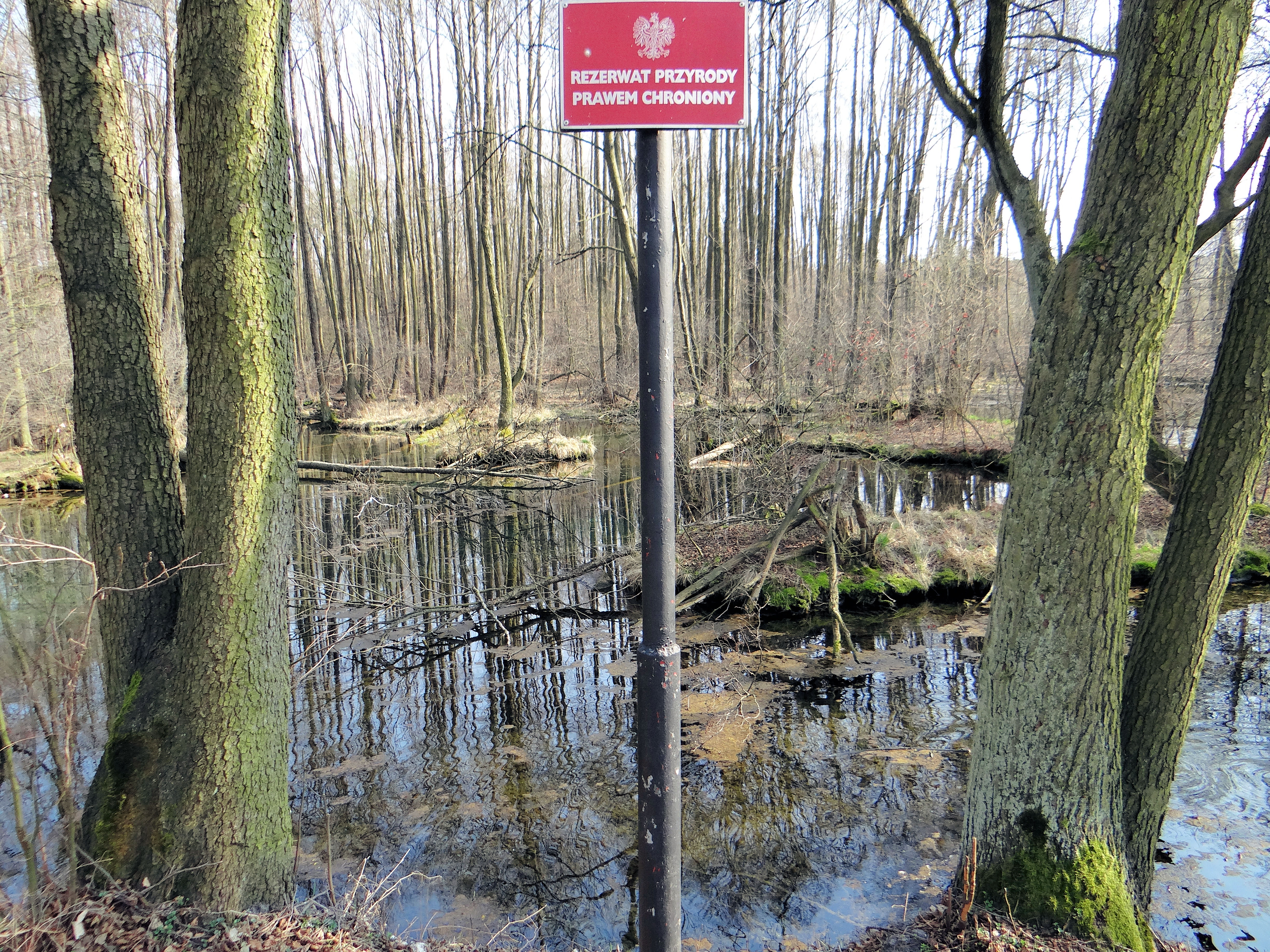
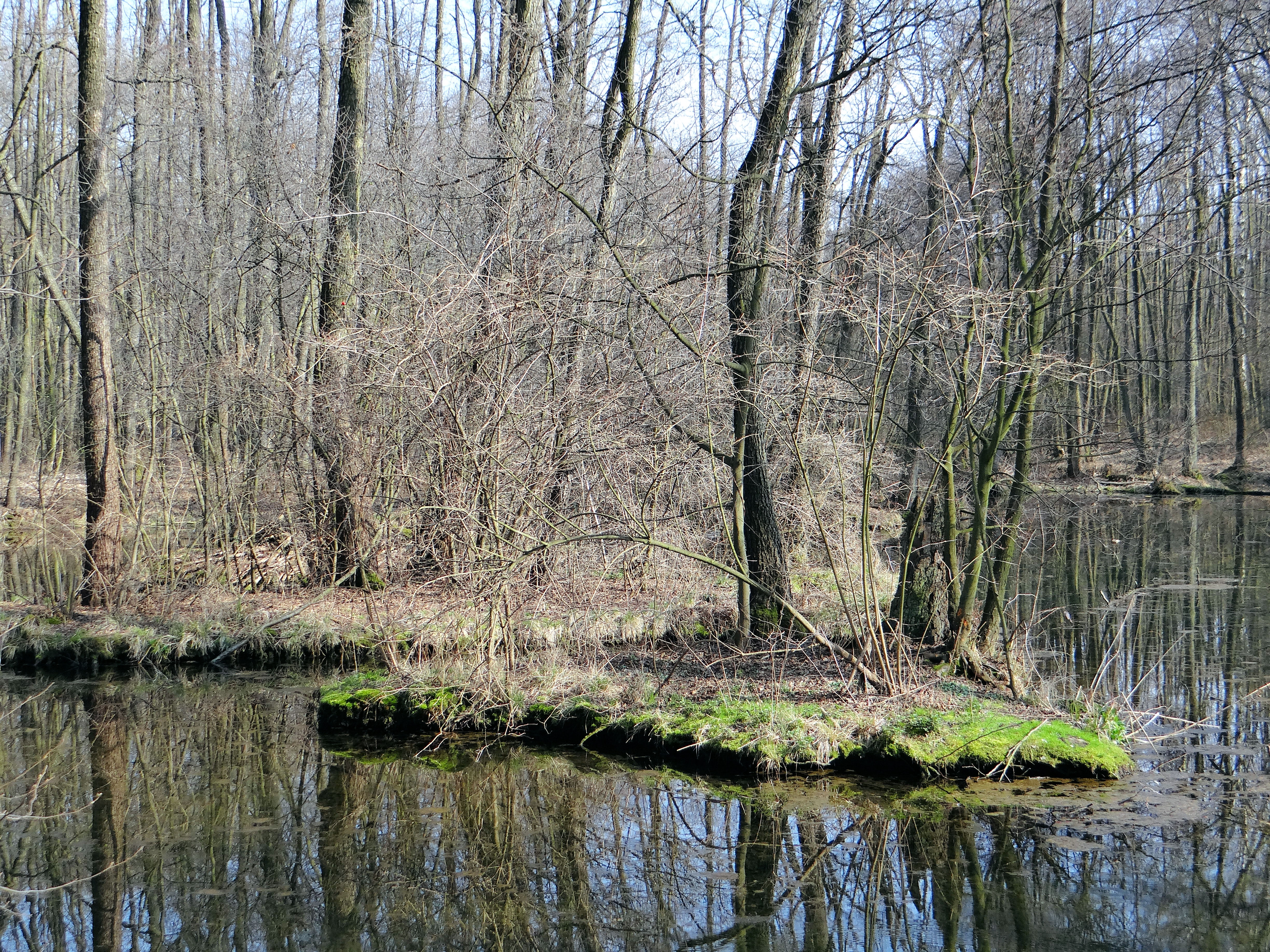
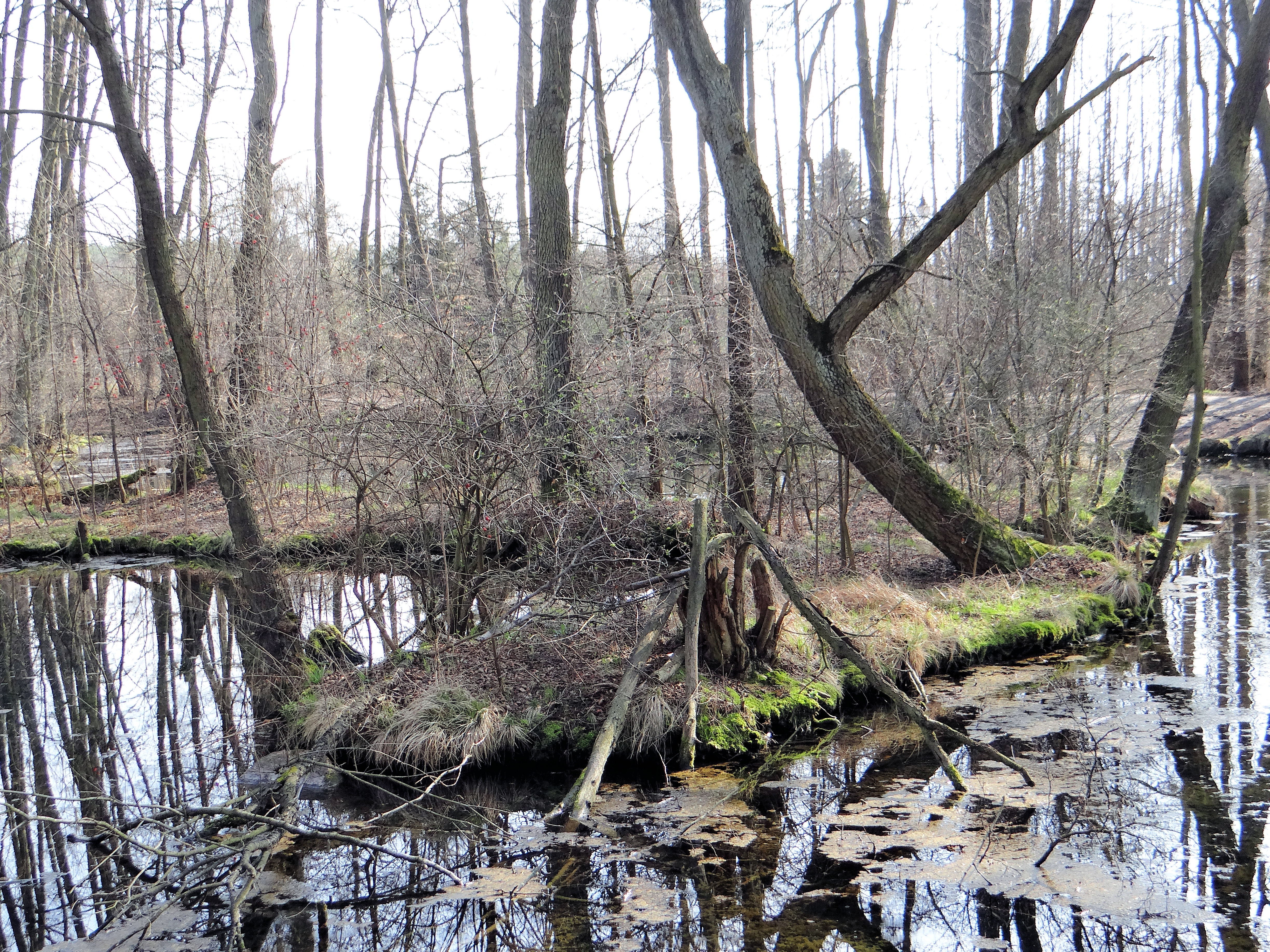
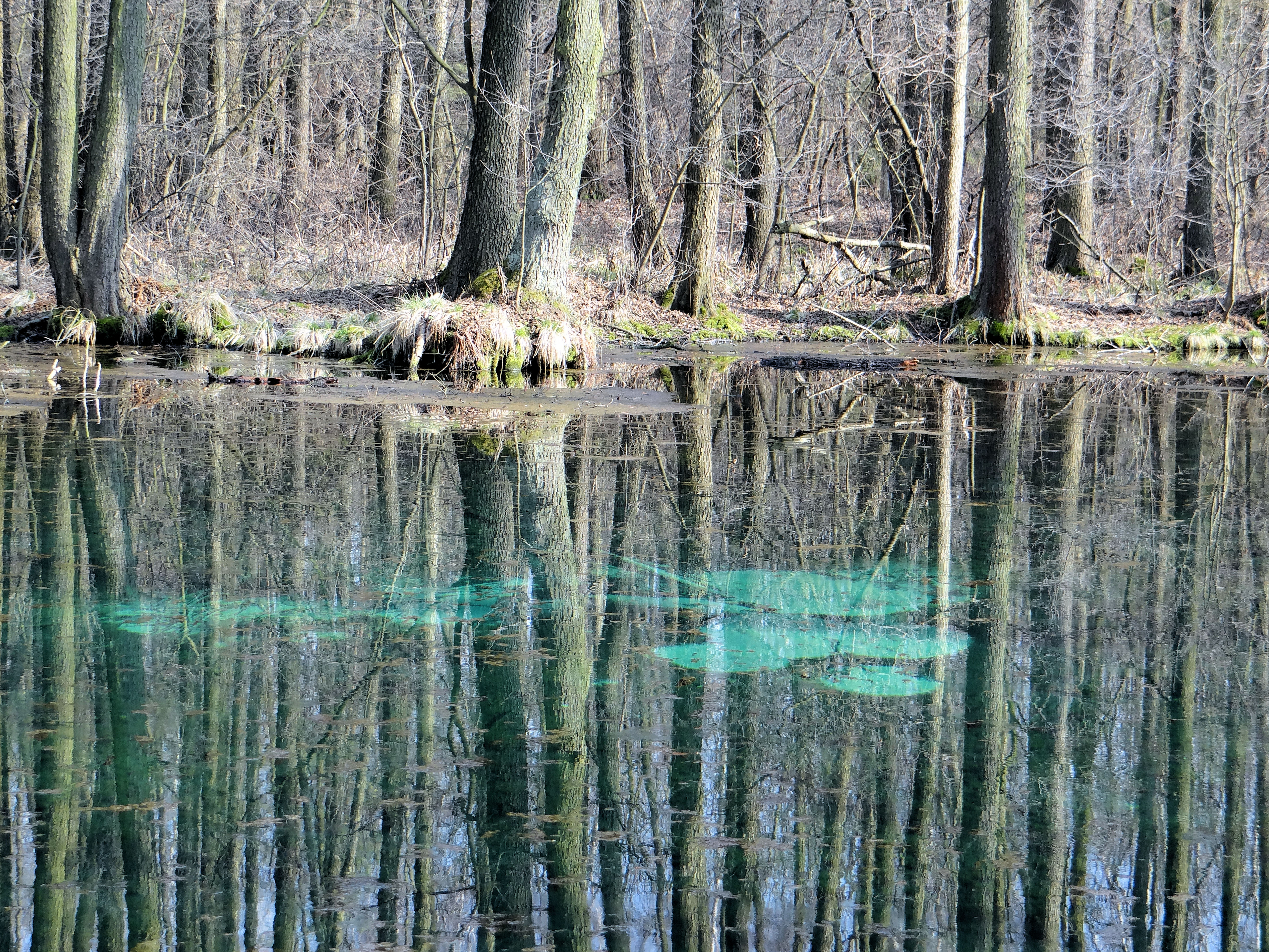
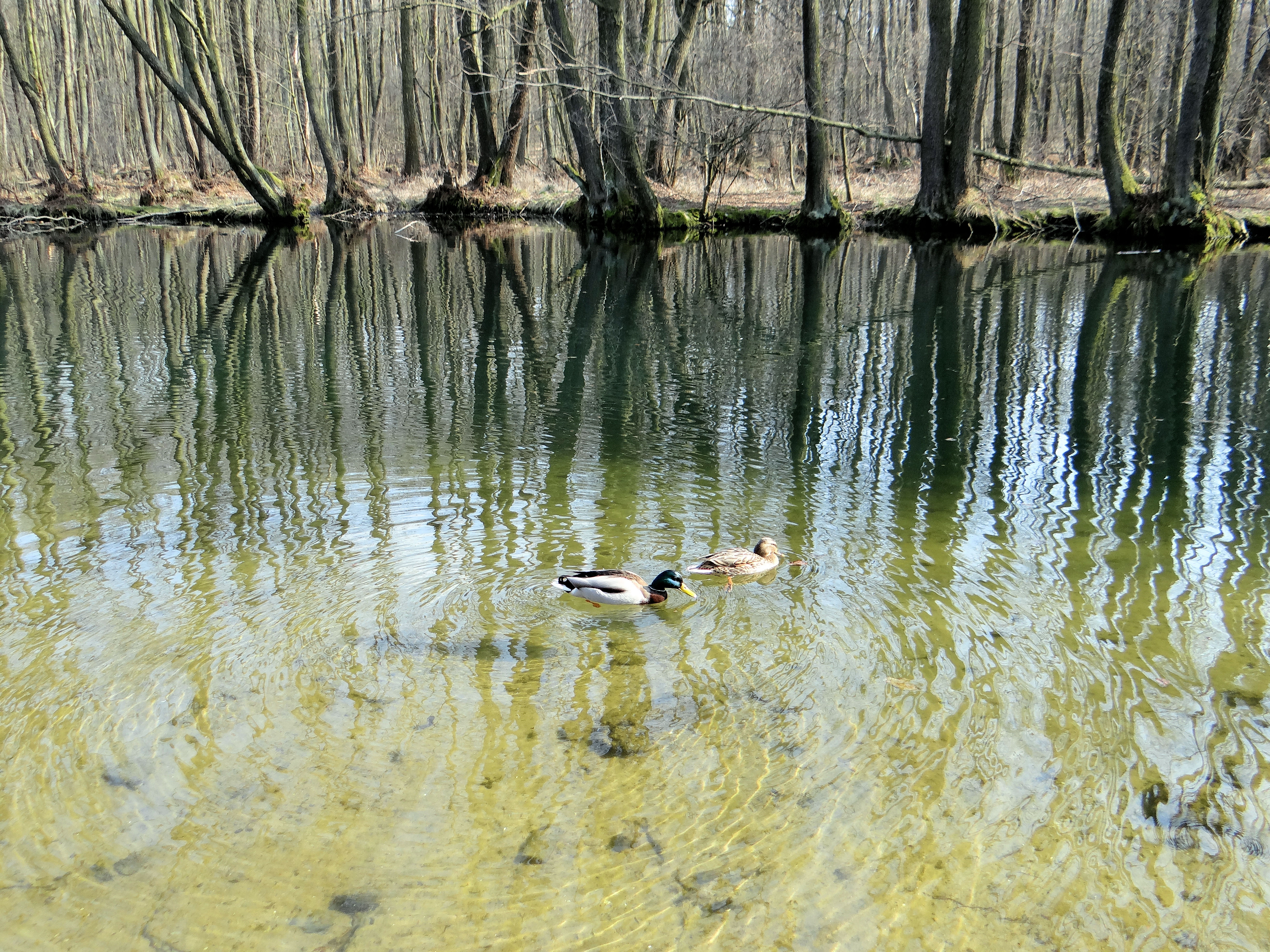